# Leninistische Communistische Jeugdbond van de Russische Federatie
De Leninistische Communistische Jeugdbond van de Russische Federatie (Russisch: Ленинский коммунистический союз молодёжи Российской Федерации, ЛКСМ РФ) is de jongerenorganisatie van de Communistische Partij van de Russische Federatie (KPRF). De organisatie is opgericht in 1999 en heeft 21.318 leden. De ideologie is het marxisme-leninisme.

## Geschiedenis
De organisatie werd opgericht in 1999 als de Unie van Communistische Jeugd van de Russische Federatie (Союз коммунистической молодёжи Российской Федерации; СКМ РФ; Sojoez kommunistitsjeskoj molodjozji Rossiejskoj Federatsii; SKM RF), een naam die de organisatie tot 2011 behield. De organisatie was een voortzetting van de in 1991 opgeheven communistische jeugdbond Komsomol. In 1993 werd de Komsomol opnieuw opgericht door oud-leden van de Komsomol. In 1999 kwam de huidige Jeugdbond hieruit voort. Als eerste secretaris (voorzitter) werd toen Konstantin Zjoekov gekozen. Na een intern conflict binnen de KPRF (waarbij Zjoekov werd afgezet door Zjoeganov) ontstond er een splitsing binnen de Jeugdbond. Degenen die de partijlijn steunden gingen verder onder leiding van Joeri Afonin, anderen volgden Zjoekov, die tegen Zjoeganov's beleid was en een aparte Unie oprichtte. Beide organisaties droegen de naam Unie van Communistische Jeugd van de Russische Federatie. Zjoekov's unie probeerde tot boosheid van de KPRF aansluiting te vinden met Rechtvaardig Rusland, maar viel in 2009 uiteen. Afonin, die voor de KPRF in de Staatsdoema zit, is nog steeds de leider van de Jeugdbond.

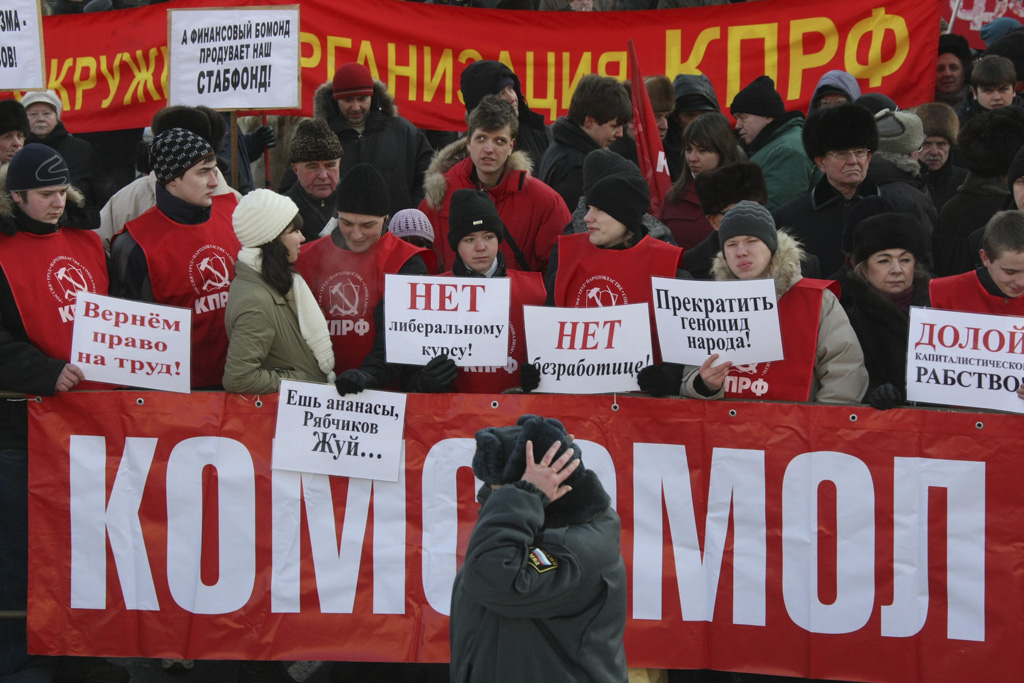
De jongerenorganisatie bij een demonstratie.